# Teresa Álvarez Ruiz
Teresa Álvarez Ruíz (Valladolid, 5 de febrero de 1993) es una exjugadora de balonmano española que jugaba de central en el Aula Cultural de Valladolid. Es presidenta de la Asociación de Jugadoras de Balonmano desde el 2021. 

## Trayectoria
Mujer de un solo club, la vallisoletana inició su periplo por la pista de balonmano en el Aula Cultural en 2005, dónde llegó tras pasar un año en el Liceo. Dirigió al equipo a su preciado ascenso a la División de Honor en la temporada 2012/13 ante el ASISA Málaga Costa del Sol.
Con el brazalete de capitana llevó al Aula al segundo puesto de la Copa de la Reina de la temporada 2018/19 y 2020/21. Un año después de su primera final copera, en la temporada 2019-2020, al clasificarse al equipo para Europa (Challenge Cup 2019/20) jugó competición europea por primera vez,  abruptamente terminada por la pandemia de COVID cuando debía enfrentarse al KH-7 Bm Granollers en semifinales.
En el 2021 la central se convirtió en la jugadora del Aula con más encuentros disputados entre la División de Honor y la Copa de la Reina, superando los 200 partidos.
Antes de finalizar la temporada 2023-24 anunció su retirada tras acabar la competición. Su última competición fue la final de la Copa de la Reina de 2024, en el que se proclamó subcampeonay la liga, dónde 299 partidos después y 19 temporadas con el club de su vida, puso fin a su carreray se retiró su dorsal 21 en el último partido celebrado en el Pabellón Huerta del Rey.

### Clubes
- 2005 - 2024: Aula Cultural

#### Datos(desde 2013 a junio de 2024):[12]
|          | Liga | Copa | EHF |
| -------- | ---- | ---- | --- |
| Partidos | 269  | 30   | 2   |
| Goles    | 345  | 41   | 2   |

### Selección española
Teresa fue una habitual en el equipo juvenil y junior, pero no ha participado en ninguna convocatoria oficial de las Guerreras, aunque sí ha estado en la prelista de Prades para preparar los Juegos del Mediterráneo del 2022.
60 veces internacional júnior y juvenil, con las Guerreras ha marcado 44 goles y formó parte del equipo juvenil que terminó quinto en el Mundial juvenil de 2010 en la República Dominicana. 

## Galardones

### Clubes y selección
- 2011 Campeona de España con la selección autonómica de Castilla y León.
- 2011 Campeona de España de clubes con el Aula Cultural juvenil.[15]

### Individuales
- Mejor jugadora juvenil del año en Castilla y León.[15]
- Guerrera de la Jornada 3 de la temporada 2022/23.[16]
- Medalla e Insignia de Bronce de la Real Federación Española de Balonmano.[17]
- Retirada del dorsal 21 en el Club Balonmano Aula Cultural (2023-24)[11]

## Vida
Graduada en Administración y Dirección de Empresas trabaja en una empresa de Coordinación y Dirección de proyectos sostenibles. Su sueño era retirarse con un título con su equipo de toda la vida. Desde pequeña. se fijó en la capacidad de penetración de Macarena Aguilar y en el juego de Chema Rodríguez cuando estuvo en el Balonmano Valladolid.